# Ignacy Puławski
Ignacy Puławski (ur. 19 września?/1 października 1886 w Kamieńcu Podolskim, zm. po 4 września 1944 w obozie koncentracyjnym Sachsenhausen) – polski przedsiębiorca i przemysłowiec, działacz niepodległościowy i społeczny, polityk, burmistrz m. Stary Konstantynów, poseł na Sejm II, III i IV kadencji oraz senator V kadencji w II Rzeczypospolitej, Prezes Izby Przemysłowo-Handlowej w Lublinie w 1939 roku.

## Życiorys
Urodził się w rodzinie Andrzeja i Marii z domu Zaic. Ukończył sześć klas gimnazjum klasycznego w Niemirowie (od 1900 roku). Od 1904 roku kontynuował naukę eksternistycznie, pracując zarobkowo.
Od 1905 roku pracował w zakładach Jana Nowakowskiego w Starym Konstantynowie: był korektorem, kierownikiem drukarni, księgarni i biblioteki. W 1911 roku pracował jako kierownik drukarni „Garold” w Kijowie, w latach 1911–1917 był zatrudniony w ziemstwie w Starym Konstantynowie (od 22 lipca 1914 roku był pełnomocnikiem ziemstwa, od 17 sierpnia 1915 roku – zastępcą pełnomocnika Ministra Rolnictwa ds. zaopatrywania armii i ludności na terenie działań wojennych). W 1917 roku był prezesem Powiatowego Urzędu Aprowizacyjnego.
Około 1905 roku był współtwórcą „Domu Polskiego”, zaangażował się w pracę oświatową wśród ludności polskiej. W latach 1905–1907 brał udział w organizowaniu teatrów amatorskich przy polskich szkołach ludowych na Podolu. W latach 1914–1918 był członkiem zarządu Polskiej Macierzy Szkolnej, przemianowanej w 1918 roku na Towarzystwo „Oświata” w powiecie starokonstantynowskim (był wiceprezesem zarządu powiatowego), od 1917 roku pełnił funkcję komisarza Polskiego Komitetu Wykonawczego na Rusi na powiat starokonstantynowski, członka zarządu Towarzystwa Przyjaciół Żołnierza Polskiego przy Związku Wojskowych Polaków rejonu 11. armii rosyjskiej w Starym Konstantynowie (organizował pomoc żywnościową, finansową, prawną i zaopatrzenie w broń), w grudniu 1919 roku brał udział w formowaniu zbrojnej milicji w Starym Konstantynowie. Został skazany na śmierć przez władze bolszewickie. W 1918 roku był delegatem do tworzącego się Polskiego Zgromadzenia Narodowego w Kijowie. Pracował na stanowiskach prezesa Banku Rolnego w Krzemieńcu, radcy Izby Rolniczej w Łucku i Izby Przemysłowo-Handlowej w Lublinie. Był burmistrzem Starego Konstantynowa w okresie 18 lutego – 30 czerwca 1920 roku.
W dwudziestoleciu międzywojennym od 1923 roku był członkiem Wydziału Powiatowego w Krzemieńcu, gdzie również założył fabrykę wyrobów spirytusowych, od 1926 roku był radnym Krzemieńca, od 1927 roku – prezesem Rady Nadzorczej Komunalnych Kas Oszczędności (KKO) powiatu krzemienieckiego, prezesem komitetu powiatowego LOPP w latach 1924–1929, wiceprezesem Związku Towarzystw Spółdzielczych powiatu krzemienieckiego (od 1927 roku), prezesem Rady Nadzorczej Spółdzielni Rolniczo-Handlowej w Krzemieńcu i Związku Kółek Rolniczych w powiecie krzemienieckim (od 1928 roku), prezesem Rady Nadzorczej Banku Rolniczego w Krzemieńcu (od kwietnia 1930 roku), członkiem Wojewódzkiej Rady Samorządowej, zarządu Związku Powiatów RP, zarządu Związku KKO w Warszawie, Rady Nadzorczej Polskiego Banku Komunalnego, Rady Związku Spółdzielni Rolniczych w Warszawie, radcą Wołyńskiej Izby Rolniczej, członkiem Kuratorium Liceum Krzemienieckiego, od grudnia 1930 roku – członkiem Wojewódzkiej Komisji Opieki Społecznej, w 1934 roku i ponownie w 1937 roku był członkiem Rady Powiatowej Związku Straży Pożarnych w Krzemieńcu, w 1935 roku został mianowany z ramienia Zarządu Głównego Towarzystwa Rozwoju Ziem Wschodnich delegatem na Wołyń, organizował Koła tego Towarzystwa na Wołyniu. Od 1937 roku był prezesem Izby Przemysłowo-Handlowej w Lublinie.
Był działaczem Związku Strzeleckiego.
Politycznie był związany z BBWR i OZN. Pełnił funkcję przewodniczącego obwodu krzemienieckiego, a od kwietnia 1938 roku był członkiem Rady Naczelnej Obozu.
W wyborach parlamentarnych w 1928 roku został wybrany posłem na Sejm II kadencji (1928–1930) z listy nr 1 (BBWR) w okręgu wyborczym nr 58 (Krzemieniec). W kadencji tej należał do klubu BBWR. Pracował w komisji przemysłowo-handlowej.
W wyborach parlamentarnych w 1930 roku został ponownie wybrany posłem na Sejm III kadencji (1930–1935) z listy nr 1 (BBWR) w tym samym okręgu (nr 58). W kadencji tej (i w następnej) był prezesem Wojewódzkiej Grupy Regionalnej Posłów i Senatorów Wołynia BBWR. Pracował w komisjach: przemysłowo-handlowej, budżetowej i regulaminowej.
W wyborach parlamentarnych w 1935 roku został znów wybrany posłem na Sejm IV kadencji (1935–1938) 111 252 głosami z okręgu nr 60, obejmującego powiaty: krzemieniecki i dubieński. Pracował w komisji regulaminowej.
W wyborach parlamentarnych w 1938 roku został wybrany senatorem w Senacie V kadencji (1938–1939).
W czasie II wojny światowej od 4 września 1944 roku był więziony w obozie koncentracyjnym Sachsenhausen (nr obozowy 95941), gdzie zmarł.
Był mężem Reginy z Kociubskich. Nie miał dzieci.

## Ordery i odznaczenia
- Srebrny Krzyż Zasługi (11 grudnia 1927)[4][2]

## Upamiętnienie
W 1999 roku w gmachu Senatu Rzeczypospolitej Polskiej odsłonięto tablicę pamiątkową ku czci senatorów RP pomordowanych, poległych, zaginionych, zmarłych w latach II wojny światowej i powojennym okresie represji. Wśród senatorów wymienionych na tej tablicy jest Ignacy Puławski.